# Рамни Габер
Рамни Габер или Равни Габер (на македонска литературна норма: Рамни Габер; на албански: Ramni Gaberi) е село в община Студеничани на Северна Македония.

## География
Селото се намира в областта Торбешия.

## История
В XIX век Рамни Габер е албанско село в Скопска каза на Османската империя. Според статистиката на Васил Кънчов от 1900 година Равни Габер е населявано от 180 арнаути мохамедани.
След Междусъюзническата война в 1913 година селото попада в Сърбия.
На етническата си карта от 1927 година Леонард Шулце Йена показва Равни габер (Ravni Gaber) като албанско село.
Според преброяването от 2002 година селото има 39 жители албанци.